# Nonnula
Nonnula é um género de ave piciforme da família Bucconidae, que compreende as freirinhas.
Este género contém as seguintes espécies:
- Freirinha-amarelada, Nonnula sclateri
- Macuru-pardo, Nonnula rubecula
- Freirinha-pardacenta, Nonnula brunnea
- Freirinha-canela, Nonnula frontalis
- Freirinha-de-coroa-castanha, Nonnula ruficapilla
- Freirinha-de-cabeça-castanha, Nonnula amaurocephala